# Charles Hibbert Tupper
Pour les articles homonymes, voir Charles Tupper (homonymie) et Tupper.
Sir Charles Hibbert Tupper (3 août 1855-30 mars 1927) est un homme politique canadien de la Nouvelle-Écosse. Il est député fédéral conservateur de la circonscription néo-écossaise de Pictou de 1882 à 1904.

## Biographie
Né à Amherst en Nouvelle-Écosse, Tupper est le second fils du premier ministre du Canada Charles Tupper. Tupper pratique le droit à Halifax. Ensuite, il s'associe avec Wallace Graham et les deux invitent Robert Borden, futur premier ministre du Canada. La décennie suivante, Borden devient le partenaire senior de la firme en raison de la nomination de Wallace à un poste de juge et l'entrée en politique de Tupper.

## Politique
Élu député conservateur en 1882, il entre au cabinet de John A. Macdonald à titre de ministre de la Marine et des Pêches en 1888. Il conserve ce ministère dans les cabinets de John Abbott et John Thompson.
Lors de la prise de pouvoir de Mackenzie Bowell, il hérite du ministère de la Justice et tente sans succès de résoudre la Question des écoles du Manitoba en rétablissant par un projet de loi les écoles séparées pour l'éducation catholique au Manitoba. Tupper démissionne en janvier 1896 afin de protester contre la gestion de Bowell. Il revient au cabinet au poste de solliciteur général du Canada dans l'éphémère gouvernement de son père.
En 1893, alors ministre de la Marine et des Pêches, il s'active dans l'arbitrage du litige concernant la mer de Béring entre le Canada et les États-Unis à titre de représentant du gouvernement britannique qui était toujours responsable des affaires étrangères canadiennes. Il est fait chevalier en reconnaissance de ses services dans ce dossier.

## Fin de vie
En 1897, il s'installe à Victoria et ensuite à Vancouver l'année suivante. Malgré ce déplacement, il demeure député de Pictou jusqu'en 1904. En 1898, il pratique le droit à Vancouver où il sert en tant que conseiller du Barreau de la Colombie-Britannique. Il représente les nippons-canadiens dans plusieurs dossiers discriminatoires impliquant le gouvernement provincial de Colombie-Britannique. En 1923, il participe à la création de l'éphémère Parti provincial de la Colombie-Britannique.

## Famille
Tupper épouse Janet McDonald, fille de James McDonald, député de Pictou de 1872 à 1874 et de 1878 à 1881.
Le frère cadet de Tupper, William Johnston Tupper, entre en politique avec les Conservateurs et occupe le poste de 12e lieutenant-gouverneur du Manitoba.